# Sara Tancredi
La doctora Sara Tancredi és un personatge de ficció de la sèrie de televisió estatunidenca de la FOX Prison Break, interpretada per l'actriu estatunidenca Sarah Wayne Callies.
El seu paper principal en la primera temporada de la sèrie és el de doctora de la presó i l'interès amorós del protagonista, Michael Scofield (Wentworth Miller). A mesura que la temporada avança, el paper de la Sara s'amplia amb la seva participació en la trama principal: la fugida de la presó. En la segona temporada, el seu paper es fa més notori passant a ser un dels personatges principals de la sèrie.
Criada a Chicago, el desig de Sara de convertir-se en metgessa va començar de ben petita. Durant el seu pas per la Universitat Northwestern, va conèixer l'obra de Mohandas Gandhi i va decidir dedicar-se a tasques humanitàries, fet que més endavant influiria en la seva decisió de treballar a la Penitenciaria Estatal de Fox River, a més de l'oferta que li va fer Bellick, en dir-li que hi havia una plaça vacant a la presó, després d'una reunió de drogoaddictes anònims. Un altre factor que va contribuir a la professió actual de la Sara va ser la seva addicció a la morfina, que va culminar amb la incapacitatt per ajudar un jove després que fos atropellat estant ella col·locada, fet que va sortir a la llum en el capítol retrospectiu de la primera temporada, «Brother´s Keeper».
Als 29 anys, la doctora Tancredi és un dels pocs metges que treballen a Fox River. La seva feina és una constant font de preocupació pel seu pare, ja que la Sara és l'única filla del Governador d'Illinois, Frank Tancredi (John Heard). Atesa l'agitada carrera política del seu pare i la creença que són molt diferents, ella no hi té una relació gaire estreta. A l'episodi «Buried», es dona a conèixer que la mare de Sara ha mort.

## Aparicions
Com un dels personatges principals de la sèrie, apareix en gairebé tots els episodis, excepte en els de la segona temporada «Otis» i «John Doe». En la primera temporada, la Sara apareix sobretot en escenes amb Michael Scofield, mentre que a la segona temporada, a la Sara principalment se la veu en escenes amb el seu pare Frank Tancredi, amb l'agent del servei secret Paul Kellerman (Paul Adelstein) o sola.
Després de la mort de Veronica Donovan (Robin Tunney), la Sara es converteix en l'únic personatge principal femení, a l'espera que apareguin nous personatges femenins més endavant.

### Primera temporada
Des de la seva primera trobada, en l'episodi Pilot, la Sara va sentir que el Michael era diferent a la resta de presos. Després de comprovar les seves dades acadèmiques, es va quedar sorpersa en saber que havia acabat la carrera amb un doctorat. En l'episodi «Allen», ella s'adona del nerviosisme del Michael i li fa unes proves per confirmar la seva diabetis. No obstant això, comprova que tot és correcte en passar el test (ja que Micahel ha pres prèviament PUGNAc, un remei amb el qual bloqueja l'efecte de l'insulina que l'injectava la doctora, augmentant el seu nivell de sucre en sang).
En les següents visites de Michael a l'infermeria, la Sara esquiva subtilment les temptatives de trobada que li fa ell. Quan és requerida per realitzar-li una revisió al Lincoln Burrows (Dominic Purcell), descobreix que ells dos són germans.
Durant els incidents iniciats a l'episodi «Riots, Drills and the Devil. Part (1)», la Sara es veu atrapada a l'inferemria rodejada de presos disposats violar-la. Michael la rescata en accedir a l'infermeria per uns conductes sobre el sostre fals. Ell li diu que coneixia aquest camí per un traball previ que va realitzar amb la IP (Indústria Penitenciària) per netejar a fons els conductes. Ella intenta buscar pistes sobre el rerefons del Michael i, tot i que sap que hi ha alguna cosa sospitosa, no pot evitar deixar de sentir-s'hi atreta.
Sara descobreix que en Michael rep una visita conjugal de la seva "dona", cosa que la fa sentir-se gelosa i distanciar-s'hi. No obstant això, segueix ajudant-lo en episodis següents. El dia de la execució de Lincoln Burrows, la Sara va a veure el seu pare per demanar-li que repassi el cas del Lincoln després que el Michael li ho demani. La seva relació amb el Michael es fa més estreta i ells, en última instància, es fan un petóa l'infermeria, a l'episodi «The Key». Tanmateix, després de descobrir que el Michael li ha robat unes claus, ella torna a posar-hi distància. Quan Michael li explica el pla de la fuga, es troba en la disjuntiva d'ajudar-lo o no. Finalment, ella torna de nit a Fox River i deixa oberta la porta de linfermeria tal com el Michael li ha demanat. Angoixada pel que ha fet, la Sara s'injecta una dosi de morfina que havia agafat de la pròpia infermeria. Sospitosa d'haver col·laborat en la fuga, la policia irromp en el seu apartament amb una ordre i la troba al llindar de la mort, a causa d'una sobredosi de morfina.

### Segona temporada
A la segona temporada, el seu pare és assassinat i l'intenten matar, així que torna a tenir contacte amb el Michael. Llavors és torturada per l'agent Paul Kellerman, que buscava una cosa que la Sara tenia, però aconsegueix escapar. Més tard, va a Panamà amb Michael Scofield i Lincoln Burrows.

### Tercera temporada
En la tercera temporada la Sara està al Panamà. Lincoln la busca i rep una trucada del seu fill, LJ, dient que està amb ella. Per a la seva sorpresa, en el punt de reunió, enlloc de trobar-se amb el seu fill hi ha una enviada de La Companyia, que li diu que té la Sara i LJ. Michael i Lincoln descobreixen on es troben a través d'una foto que el Lincoln obliga a fer de Sara i LJ. Burrows intenta salvar-los però quan arriben els agents de La Companyia s'escapen amb ells. L'agent Susan Anthony maltracta cruelment la Sara, deixant-li marques a l'esquena. Aquell mateix dia, la Susan contacta amb Burrows i li diu que li ha deixat un regal en el garatge de l'hotel. Quan Burrows obre la caixa, s'hi troba el cap decapitat de la Sara.
Segons el productor executiu Matt Olmstead, malgrat que els guionistes, el canal i la mateixa Callies volguessin que es quedés a la sèrie, el personatge va ser assassinat. Sarah Callies va declarar en una entrevista a la revista TVGuide:
| «                              | Per més que ho vam intentar, els productors de Prison Break i jo no vam poder trobar la manera de fer coincidir la història de la sèrie amb les necessitats de la meva família. Ens vam acomiadar desitjant-nos el millor entre tots. Vaig passar un temps meravellós treballant amb un equip creatiu i els tinc molt respecte; estic enormement agraïda, he sentit una gran amabilitat i recolzament, i espero que segueixin gaudint de la sèrie. | » |
| — Sarah Wayne Callies, TVGuide | |   |

### Quarta temporada
En la quarta temporada es revela que la Sara segueix en vida, ja que va poder escapar del lloc on es trobava segrestada i el cap que la Susan va deixar al Lincol era d'una altra dona. La Sara es retroba amb en Michael i s'uneix a l'equip que es crea per trobar totes les targetes de Scylla, per guanyar l'indult i la exoneració. La doctora Tancredi ajuda en diverses ocasions. Es torna a veure amb la Gretchen però sembla que és capaç de perdonar-li el que li va fer. Queda embarassada de Michael i finalment es casen. Llavors entra a la presó per assassinar la mare de Scofield (la seva sogra), que estava a punt de matar el seu fill, però en Michael idea un pla i aconsegueix treure-la de la presó, perdent la seva vida a canvi de salvar-la. Uns anys més tard, la Sara, juntament amb el seu fill de cinc anys, el Lincoln, el Sucre i el Mahone es dirigeixen al cementiri per visitar la tomba de Michael Scofield.